# Sparrmannia ricinocarpa
Espèce
Statut de conservation UICN

 LC  : Préoccupation mineure
Sparrmannia ricinocarpa est une espèce de la famille des Malvaceae.

## Répartition
Ce taxon se rencontre dans les pays suivants : Afrique du Sud, Burundi, Cameroun, Kenya, La Réunion, Madagascar, Malawi, Mozambique, Nigeria, Ouganda, République démocratique du Congo, Tanzanie, Zimbabwe, Éthiopie.

## Liste des variétés
Selon GBIF (8 mai 2024) :
- Sparrmannia ricinocarpa var. macrocarpa (Ulbr.) Weim.
- Sparrmannia ricinocarpa var. ricinocarpa

## Taxonomie
Le nom correct complet (avec auteur) de ce taxon est Sparrmannia ricinocarpa (Eckl. & Zeyh.) Kuntze.
L'espèce a été initialement classée dans le genre Urena sous le basionyme Urena ricinocarpa Eckl. & Zeyh..
Sparrmannia ricinocarpa a pour synonymes :
- Sparmannia palmata E.Mey.
- Sparmannia palmata E.Mey. ex J.Presl
- Sparmannia ricinocarpa (Eckl. & Zeyh.) Kuntze
- Sparrmannia abyssinica var. concolor Chiov.
- Sparrmannia abyssinica var. fischeri Engl.
- Sparrmannia abyssinica var. hirsuta Oliv.
- Sparrmannia abyssinica var. micrantha Burret
- Sparrmannia abyssinica Hochst.
- Sparrmannia abyssinica Hochst. ex A.Rich.
- Sparrmannia palmata E.Mey.
- Sparrmannia palmata E.Mey. ex C.Presl
- Sparrmannia palmata E.Mey. ex Harv.
- Sparrmannia ricinocarpa subsp. abyssinica (Hochst. ex A.Rich.) Weim.
- Sparrmannia ricinocarpa subsp. hirsuta (Oliv.) Weim.
- Sparrmannia ricinocarpa subsp. micrantha (Burret) Weim.
- Sparrmannia ricinocarpa var. cinerea Weim.
- Sparrmannia ricinocarpa var. fischeri (Engl.) Weim.
- Sparrmannia wittei Staner
- Urena ricinocarpa Eckl. & Zeyh.